# Долинск-Сокол (авиабаза)
1. REDIRECT Сокол-Долинск (аэродром)